# Yumikoi makii
Yumikoi makii es una especie de coleóptero de la familia Lucanidae.

## Distribución geográfica
Habita en Vietnam.